# Joseph Shield Nicholson
Joseph Shield Nicholson, född 9 november 1850 i Wrawby, Lincolnshire, England, död 12 maj 1927 i Edinburgh, Skottland, var en brittisk nationalekonom och professor vid Edinburghs universitet 1880-1925. Han företrädde i sina arbeten, av vilka de främsta var Principles of political economy (1893-1901) en ortodoxt liberal uppfattning, så gott som alldeles oberörd av de modernare strömningarna inom nationalekonomin.

## Biografi
Nicholson var enda sonen till pastor Thomas Nicholson, präst i Banbury, och hans hustru Mary Anne Grant. Han utbildades vid Lewisham School i London.
Han studerade logik och metafysik vid King's College London och University of Edinburgh och studerade sedan moralfilosofi vid universiteten i Cambridge och Heidelberg. Han var privatlärare vid Cambridge från 1876 till 1880 när han blev känd 1877 när han vann Cambridge Cobden Club-priset för sin essä "The Effects of Machinery on Wages".
År 1880 blev Nicholson professor i politisk ekonomi vid Edinburgh University. Vid denna tid bodde han på 15 Jordan Lane i Morningside-distriktet. Han var den första presidenten i Scottish Society of  Economists, under tiden från dess start 1897 till 1903.
År 1884 valdes han till fellow i Royal Society of Edinburgh. Hans förslagsställare var George Chrystal, Alexander Crum Brown, Alexander Buchan och Peter Guthrie Tait.

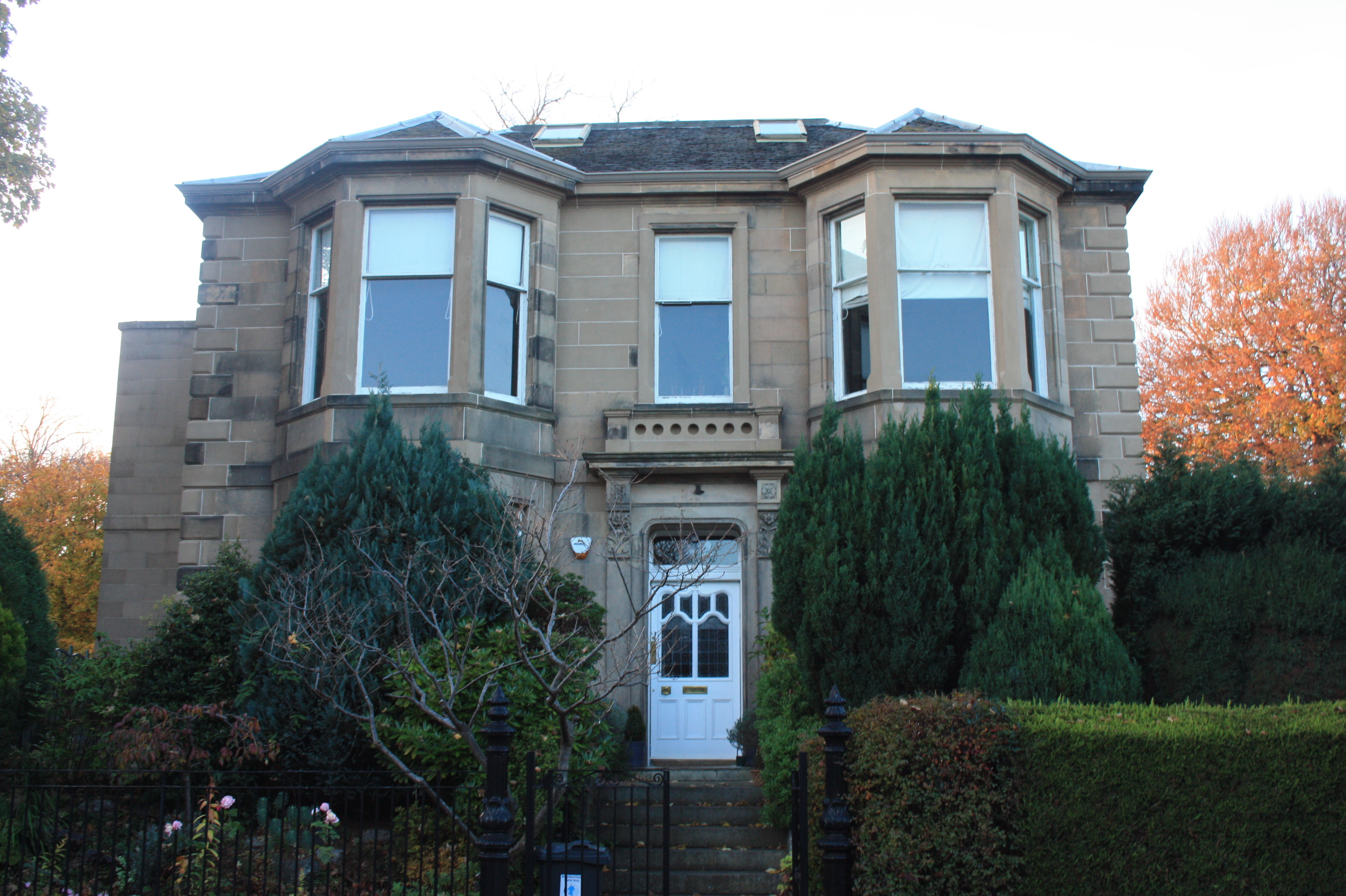
3 Belford Park, Edinburgh

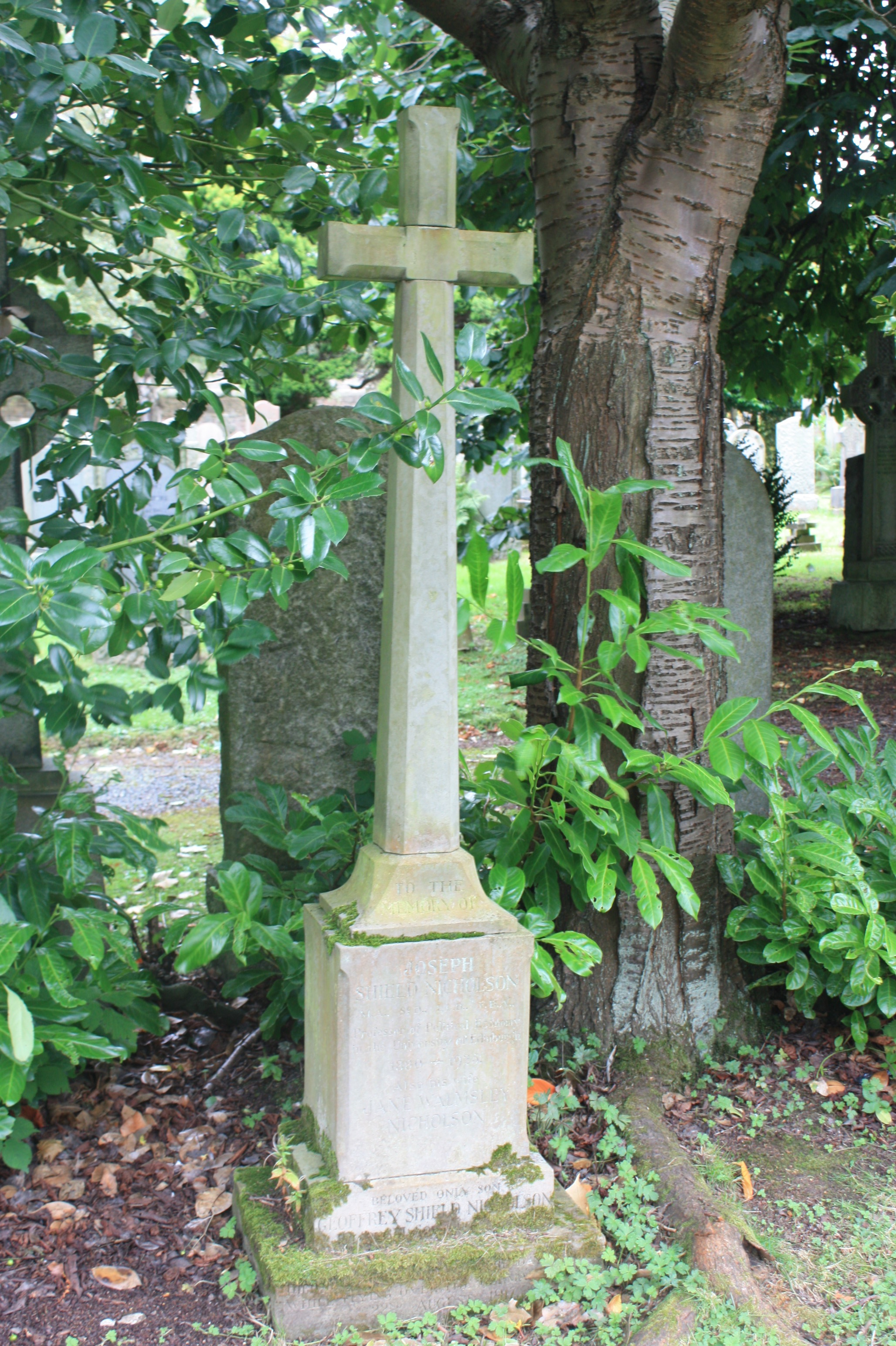
Joseph Shield Nicholsons grav på Dean Cemetery

Senare i livet bodde Nicholson på 3 Belford Park nära Dean Village i Edinburgh. Han avgick 1925 från sin professur på grund av ohälsa och dog i Edinburgh den 12 maj 1927. Han ligger begravd med sin hustru, Jane (Jeannie) Walmsley Hodgson, i 1900-talets förlängning till Dean Cemetery, Edinburgh.